# Număr natural

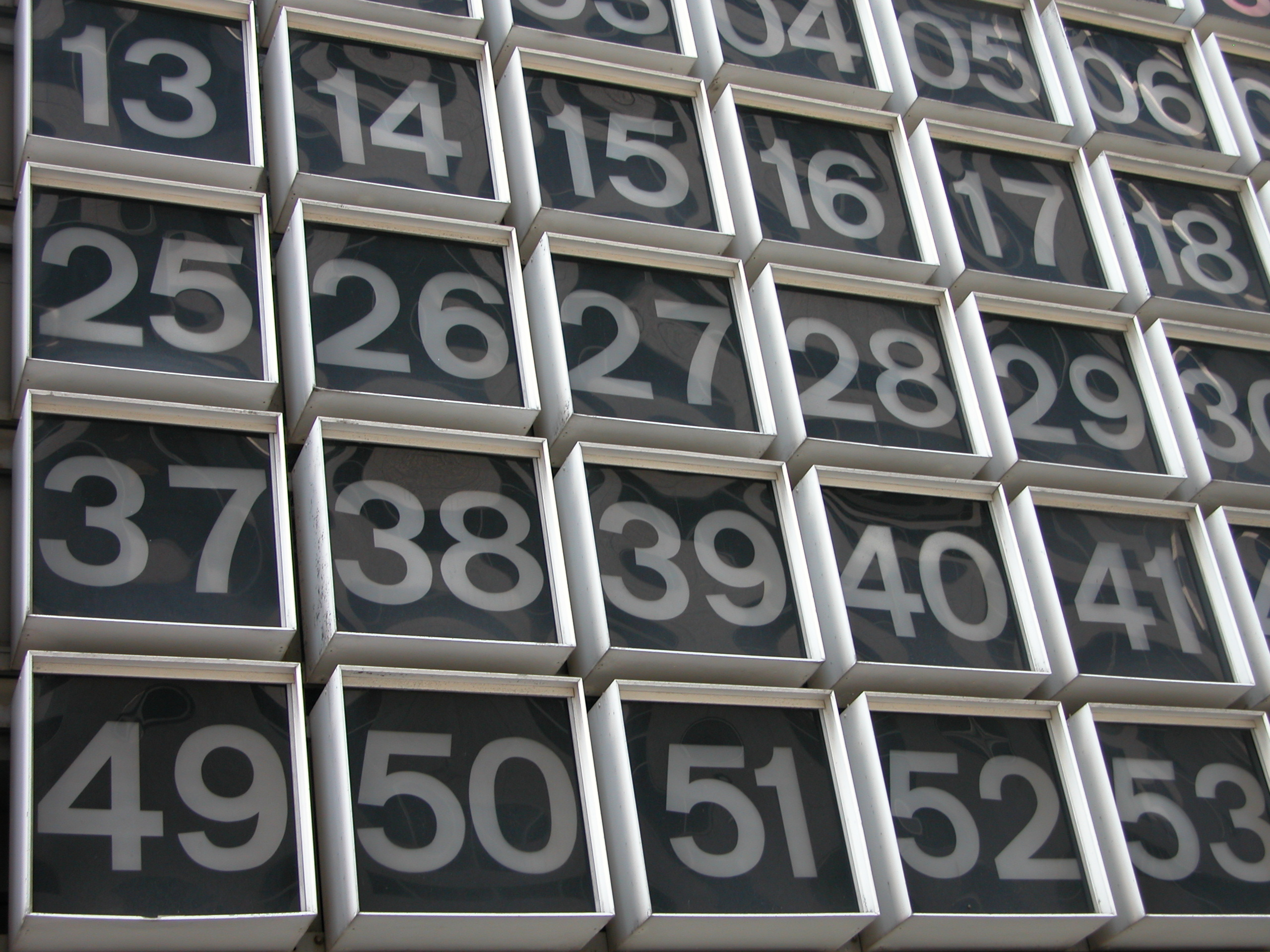
Câteva numere naturale.

În matematică, numerele naturale sunt numerele folosite pentru numărarea și ordonarea obiectelor. Sunt numerele întregi strict pozitive (1, 2, 3, …). Atașează o măsură unei mulțimi (numărabile) de obiecte.
În alte contexte, de exemplu în teoria mulțimilor sau în teoria grupurilor, 0 este primul număr natural. 
Mulțimea tuturor numerelor naturale se notează de obicei cu N (N îngroșat) sau {\displaystyle \mathbb {N} }. Este inclusă în mulțimea numerelor întregi {\displaystyle \mathbb {Z} } . 
Sunt valabile următoarele incluziuni ale mulțimilor numerice:
- {\displaystyle \mathbb {N} } - numere naturale
- {\displaystyle \mathbb {Z} } - întregi
- {\displaystyle \mathbb {Q} } - raționale
- {\displaystyle \mathbb {R} } - reale
- {\displaystyle \mathbb {C} } - complexe

Numerele naturale au două întrebuințări importante: sunt folosite pentru numărare („sunt 3 mere pe masă”) și pentru aranjarea în ordine a unei colecții de obiecte („obiectul numărul 1”, „obiectul numărul 2” etc.).
Împreună cu operațiile de adunare și înmulțire formează o structură de semiinel, pentru operația de înmulțire neexistând număr natural care să aibă element invers tot număr natural.
Disciplina care studiază proprietățile numerelor naturale (cu privire la divizibilitate, distribuția numerelor prime, etc) este teoria numerelor. Problemele referitoare la ordonări și partiții sunt studiate în combinatorică.
Unele definiții, incluzând standardul ISO 80000-2, încep numerele naturale cu zero, în timp ce altele încep cu 1. Apartenența lui 0 la numerele naturale este acceptată în algebră și teoria mulțimilor dar nu în analiză matematică.

## Istoria numerelor naturale
Numerele naturale își au originea în cuvintele folosite pentru a număra obiecte, începând cu numărul unu.
Primul pas important pentru abstractizare a fost folosirea numeralelor pentru reprezentarea numerelor. Acest lucru a dus la dezvoltarea unor sisteme de notare a numerelor mari. De exemplu, babilonienii dezvoltaseră un sistem puternic bazat pe numerele de la 1 la 10. În Egiptul Antic exista un sistem de numere cu hieroglife diferite pentru 1, 10 și toate puterile lui 10 până la un milion.     

## Proprietăți
Numerele naturale sunt o mulțime ordonată pornind de la un prim element urmat succesiv de următoarele numere naturale,  fiecare având un succesor mai mare ca el. Se stabilește astfel relația de ordine obișnuită între un număr natural și succesorul său, o relație nereflexivă având notația ,,< .
Operația de adunare nu are proprietatea existenței unui opus ca element simetric al fiecărui număr. Similar și pentru operația de înmulțire numerele naturale nu au inverse.

## Construcția mulțimii numerelor naturale
Numerele naturale au fost prima dată definite axiomatic de Giuseppe Peano în 1905 prin următoarele axiome:
- {\displaystyle 1} este număr natural.
- Dacă n este număr natural, atunci și succesorul lui {\displaystyle n} ({\displaystyle s(n)} sau {\displaystyle n+1}) este număr natural.
- {\displaystyle 1} nu este succesorul niciunui număr.
- Dacă {\displaystyle m\neq n} atunci și {\displaystyle s(m)\neq s(n)}.
- Dacă o submulțime {\displaystyle S} a mulțimii numerelor naturale satisface primele două condiții, atunci aceasta este chiar mulțimea numerelor naturale.

În ramura matematicii cunoscută drept teoria mulțimilor se poate realiza următoarea construcție, propusă de John von Neumann:
- Definim {\displaystyle 0:=\{\}}, mulțimea vidă.
- Definim {\displaystyle s(a)=aU\{a\}=\{x\in \mathbb {N} |x\geq a\}}, mulțimea ce conține toate elementele din {\displaystyle a} și pe {\displaystyle a}.
- Și atunci numerele naturale vor fi următoarele mulțimi:

```
 0={}

 
1={{}}

 
2={{},{{}}}

 
3={{},{{}},
{{},{{}}}}

 
...
```

De asemenea putem defini mulțimea numerelor naturale pornind de la mulțimea {\displaystyle \mathbb {R} } a numerelor reale.
Definiția 1.
Fie ℝ mulțimea numerelor reale și A o submulțime nevidă.
Spunem că A este inductivă dacă pentru orice {\displaystyle x\in A\!} rezultă {\displaystyle x+1\in A.\!}
Se observă că:
- Mulțimea {\displaystyle A=\{x\in \mathbb {R} |\;x\geq 0\}\!} este inductivă.
- Intersecția oricărei familii de mulțimi inductive ce conțin pe 0 este de asemenea inductivă.

Definiția 2.
Fie {\displaystyle {\mathcal {A}}\!} familia de mulțimi inductive conținând numărul real 0.
Mulțimea {\displaystyle \mathbb {N} } definită ca intersecția tuturor elementelor lui {\displaystyle {\mathcal {A}}\!} se numește mulțimea numerelor naturale.